# Cresseyus nudulus
Cresseyus nudulus is een eenoogkreeftjessoort uit de familie van de Bomolochidae. De wetenschappelijke naam van de soort is voor het eerst geldig gepubliceerd in 2006 door Ho & Lin.